# Castelló de la Ribera (ort)
Villanueva de Castellón är en ort i Spanien.   Den ligger i provinsen Província de València och regionen Valencia, i den östra delen av landet, 300 km sydost om huvudstaden Madrid. Villanueva de Castellón ligger 41 meter över havet och antalet invånare är 7 239.
Terrängen runt Villanueva de Castellón är varierad. Runt Villanueva de Castellón är det ganska tätbefolkat, med 239 invånare per kvadratkilometer. Närmaste större samhälle är Carcaixent, 7,4 km nordost om Villanueva de Castellón. Trakten runt Villanueva de Castellón består till största delen av jordbruksmark.